# União Paulista
União Paulista es un municipio brasileño del estado de São Paulo. La ciudad tiene una población de 1.599 habitantes (IBGE/2010). União Paulista pertenece a la Microrregión de Nhandeara.

## Geografía
Se localiza a una latitud 20º53'14" sur y a una longitud 49º53'50" oeste, estando a una altitud de 480 metros.
Posee un área de 79,1 km².

### Demografía
Datos del Censo - 2010
Población total: 1.599
- Urbana: 1.224
- Rural: 375
- Hombres: 829[6]
- Mujeres: 770

Densidad demográfica (hab./km²): 20,21

### Carreteras
- SP-377

## Administración
- Prefecto: Marli Padovezi Teixeira (2009/2012)
- Viceprefecto: Walter Antonio Martins Biagioni (2009/2012)
- Presidente de la cámara: Juán Rodrigues (2009/2010)